# Marco Mazza
Marco Mazza (San Marino, 1º giugno 1963) è un ex calciatore sammarinese, di ruolo centrocampista.
È il fratello minore di Paolo Mazza.

## Carriera

### Club
Marco Mazza inizia la sua carriera calcistica nel 1970, all'età di 7 anni, nelle file dell'Urbetevere insieme a suo fratello Paolo e vi rimane per 8 annate, quando nel 1978 viene chiamato dalla Lazio dell'allora presidente Umberto Lenzini. Nel 1982 la società biancoceleste lo cede al Frosinone e Marco rimase per una stagione con i gialloblu, ottenendo ottimi risultati.
Nel 1983, il Frosinone lo cede all'Isernia, società di Serie C2 e vi rimane per una stagione.
Nell'annata 1985-1986 passa all'Isola Liri, militante nell'Interregionale, e vi rimane per una stagione prima di andare a giocare vestendo la maglia del Lavinio in Eccellenza.
Nel 1987 Mazza viene ceduto all'Acilia, di nuovo nell'Interregionale, squadra nella quale rimane fino al 1989.
Ai nastri di partenza della stagione 1989-1990 viene ceduto in Serie C2 al Cerveteri Calcio e rimane con i verdiblu per 4 stagioni, vincendo anche il Campionato Interregionale nella stagione 1990-1991.
Nella stagione 1993-1994 gioca per il Grosseto. Mazza giocherà con i toscani per le successive due stagioni, proseguendo per due campionati al Santa Marinella ed uno alla Maremmana, al termine delle quali si ritirerà.
Allenatore
Dal 2007 al 2011 e nel 2013 ha allenato il San Gordiano, nel 2012 la juniores del Santa Marinella, nel 2016 le giovanili del Civitavecchia e dal 2020 l'Asd Poseidon soccer Santa Marinella

### Nazionale
Con la maglia del San Marino disputa tra il 1991 ed il 1997 29 partite.

## Palmarès

### Club

#### Competizioni nazionali
- Campionato Interregionale: 1

Cerveteri: 1990-1991
- Campionato Nazionale Dilettanti: 1

Grosseto: 1994-1995